# 東大話法
東大話法（とうだいわほう）とは、東京大学東洋文化研究所教授の安冨歩が著書『原発危機と「東大話法」』（2012年1月　明石書店）で提唱している用語。
この用語について、安冨は『東京大学の学生、教員、卒業生たちが往々にして使う「欺瞞的で傍観者的」な話法』と定義している。

## 概説
安冨は、福島第一原子力発電所事故をめぐって、数多くの東大卒業生や関係者が登場し、その大半が同じパターンの欺瞞的な言葉遣いをしていると考えた。
彼は原発がこの話法によって出現し、この話法によって暴走し、この話法によって爆発したと考察し、まず「名（言葉）を正す」ことが必要だと考えた。
東大話法の基本は、「常に自らを傍観者の立場に置き、自分の論理の欠点は巧みにごまかしつつ、論争相手の弱点を徹底的に攻撃することで、明らかに間違った主張や学説をあたかも正しいものであるかのようにして、その主張を通す論争の技法であり、それを支える思考方法」 というものである。
「東大話法」は言葉を使ったハラスメントのひとつである。この話法は東京大学の教授や卒業生だけが使う技術というわけではないが、使いこなせる能力を有する人物は東大に多く集まっていると安冨はいう。学者、官僚、財界人、言論人に、この話法の使い手や東大話法的思考をもつ人が多い。権力の集まる場所にいる人の多くが東大話法を操っており、その技術が高い人が組織の中心的役割を担う、これは国民にとって大変な不幸である、と安冨は述べている 。

## 反響
書評としては、奥村宏（会社学研究家）は『週刊東洋経済』（2012年2月18日号）で、「実にユニークで興味深い本」と紹介した。
また佐々木力（環境社会主義研究会会長）は『図書新聞』（2012年2月18日：3050号）で、「国策大学としての東大が欺瞞的に延命を図っていることを痛烈に叩いている」と紹介した。
神保哲生が代表をつとめるビデオニュースのインターネット番組『マル激トーク・オン・ディマンド』は、安冨をゲストに招き、「東大話法に騙されるな」と題する放送を行った（2012年02月04日公開）。神保とともに番組のホストをつとめる宮台真司（東大OB）は安冨の話を聞いて、何度も同感の意を示した。
『サンデー毎日』（2012年3月4日号）は、「東大から起きた『原子力ムラ』内部批判」という記事を掲載し、その中で「キーワードは『東大話法』」として紹介した。
『東京新聞』（2012年2月25日）は「こちら特報部」で、「東大話法」について二面にまたがる紹介記事をのせた。
以上、2012年2月26日現在まで。その後の反響については明石書店の 『原発危機と「東大話法」』広告・パブリシティ情報 を参照。

## 東大話法規則一覧
1. 自分の信念ではなく、自分の立場に合わせた思考を採用する。
2. 自分の立場の都合のよいように相手の話を解釈する。
3. 都合の悪いことは無視し、都合のよいことだけ返事をする。
4. 都合のよいことがない場合には、関係のない話をしてお茶を濁す。
5. どんなにいい加減でつじつまの合わないことでも自信満々で話す。
6. 自分の問題を隠すために、同種の問題を持つ人を、力いっぱい批判する。
7. その場で自分が立派な人だと思われることを言う。
8. 自分を傍観者と見なし、発言者を分類してレッテル貼りし、実体化して属性を勝手に設定し、解説する。
9. 「誤解を恐れずに言えば」と言って、嘘をつく。
10. スケープゴートを侮蔑することで、読者・聞き手を恫喝し、迎合的な態度を取らせる。
11. 相手の知識が自分より低いと見たら、なりふり構わず、自信満々で難しそうな概念を持ち出す。
12. 自分の議論を「公平」だと無根拠に断言する。
13. 自分の立場に沿って、都合のよい話を集める。
14. 羊頭狗肉。
15. わけのわからない見せかけの自己批判によって、誠実さを演出する。
16. わけのわからない理屈を使って相手をケムに巻き、自分の主張を正当化する。
17. ああでもない、こうでもない、と自分がいろいろ知っていることを並べて、賢いところを見せる。
18. ああでもない、こうでもない、と引っ張っておいて、自分の言いたいところに突然落とす。
19. 全体のバランスを常に考えて発言せよ。
20. 「もし◯◯◯であるとしたら、お詫びします」と言って、謝罪したフリで切り抜ける。

## 批判
- 『日刊サイゾー』は東大出身である松本准平の「不安を抱えて何かに依存するしかない現在の人間の姿として“東大話法”のようなレッテルを貼っての批判は一定程度、評価できる」「東大話法なんて誰だってどこかで使ったことがあるのではないか」との言葉を紹介し、御用学者に共通する部分がある可能性は認めた上で、提唱者も東大教授であることや、東大話法批判にも東大話法的な面があることや原発に批判的な広瀬隆（早大卒）の過去の発言を例示して東大話法を批判した[4]。それに対して安富はサイゾー記事の「ロジック」を分析し、再反論を行っている[5]。
- 『原発危機と東大話法』で安富から批判された池田信夫（東大卒）は自身のブログにて「私は『原子力を推進する』などと一度も書いたことはない[6]」「彼のいう『東大話法』なるものは、自分と意見の違う人に『原子力を推進する人』などと嘘のレッテルを貼る党派的レトリックに過ぎない[6]」などと反論を行っている。
- 2012年5月8日に東京大学先端科学技術研究センター教授の玉井克哉は「東大をタイトルに謳っているのに、中身は東大とは何も関係ないことばかり[7]」「全体として支離滅裂[8]」「東大話法規則第一である『自分の信念ではなく、自分の立場に合わせた思考を採用する』は世上マーケティングに従事している人の多くが、東大話法を駆使していることになりそう[9]」「他の話法の定義も、あいまい不明確[10]」「気に入らないものを見つけたら東大話法と名付け、罵言を浴びせるだけ[10]」として「読んだら損する。紙屑[11]」と酷評している。また、池田信夫は学部は東大であるが、大学院は慶大であり、そのうえ東大に勤務したこともなく、それを「東大話法」の代表者にするのは、「不思議な見方」「読んで驚いた」として[12]、「SFCで学位取った人をそう呼ぶのは、『オレが嫌いなやつ』というのと変わらないでしょ。で、そっちをタイトルにすると本が売れないから、妙なタイトルにする。学生は、つまらない本に手を出しちゃダメですよ[13]」ともコメントしている。
- 2012年に東京大学大学院情報学環准教授の伊東乾は、「最初から斜に構えて『東大話法』とか売れ線の本を出すような論外なのも居る中で、そんなのとは明らかに違う真摯な取り組みを纏めているわけで」「興味も関心もなく、ただ一東大関係者として迷惑に思いました」などと批判し、それに対して安富は反批判を行っている。[要出典]